# Staruszki (przystanek kolejowy)
Staruszki (biał. Старушкі, ros. Старушки) – przystanek kolejowy i mijanka w miejscowości Staruszki, w rejonie żytkowickim, w obwodzie homelskim, na Białorusi. Leży na linii Homel – Łuniniec – Żabinka.
Powstały w 1886 na linii drogi żelaznej poleskiej. W latach 30. XX w. Staruszki stały się stacją węzłową. Rozpoczynała się tu linia Staruszki – Bobrujsk oraz linia wąskotorowa do Urzecza (nieukończona lub ukończona na krótko przed wybuchem II wojny światowej). W wyniki działań wojennych poważnie uszkodzona została linia Staruszki – Bobrujsk. Po wojnie postanowiono nie odbudowywać jej odcinka Staruszki – Rabkor. Linia wąskotorowa do Urzecza po II wojnie światowej została przekuta do rozstawu szerokotorowego, skrócona do Witczyn i funkcjonowała jako bocznica. Ostatecznie została zlikwidowana w latach 90. XX w.
W 2000 zdemontowano dwa z czterech torów stacji Staruszki. Staruszki utraciły status stacji w 2018.